# Hipposideros grandis
Hipposideros grandis — є одним з видів кажанів родини Hipposideridae.

## Поширення
Країни поширення: Китай, М'янма, Таїланд, В'єтнам. Цей кажан є членом групи видів larvatus. Таксономічний статус цього виду вимагає уточнення, не було достатнього визначення виду і його ареал та уподобання середовища проживання точно невідомі.

## Загрози та охорона
Немає серйозних загроз для даного виду в цілому. Поки не відомо, чи вид присутній в будь-якій з охоронних територій.